# Arthur Rüegg
Arthur Rüegg (* 18. März 1942 in Bülach; heimatberechtigt in Wetzikon und Aarburg) ist ein Schweizer Architekt. Er war ordentlicher Professor für Architektur und Konstruktion an der ETH Zürich und ist vor allem bekannt für seine Publikationen im Zusammenhang mit Problemen des Konstruierens, des Ausrüstens und der Farbgebung. Mit zahlreichen Publikationen, darunter mehreren Standardwerken, und Ausstellungen trug Rüegg zum heutigen Verständnis der modernen Architektur und Wohnkultur bei.

## Werdegang
Anton Rüegg wurde am 18. März 1942 in Bülach geboren. An der Kantonsschule Aarau erlangte er die Matura Typus C. Rüegg studierte an der Architekturabteilung der ETH Zürich und diplomierte 1967 bei Professor Alfred Roth.

### Tätigkeit als Architekt

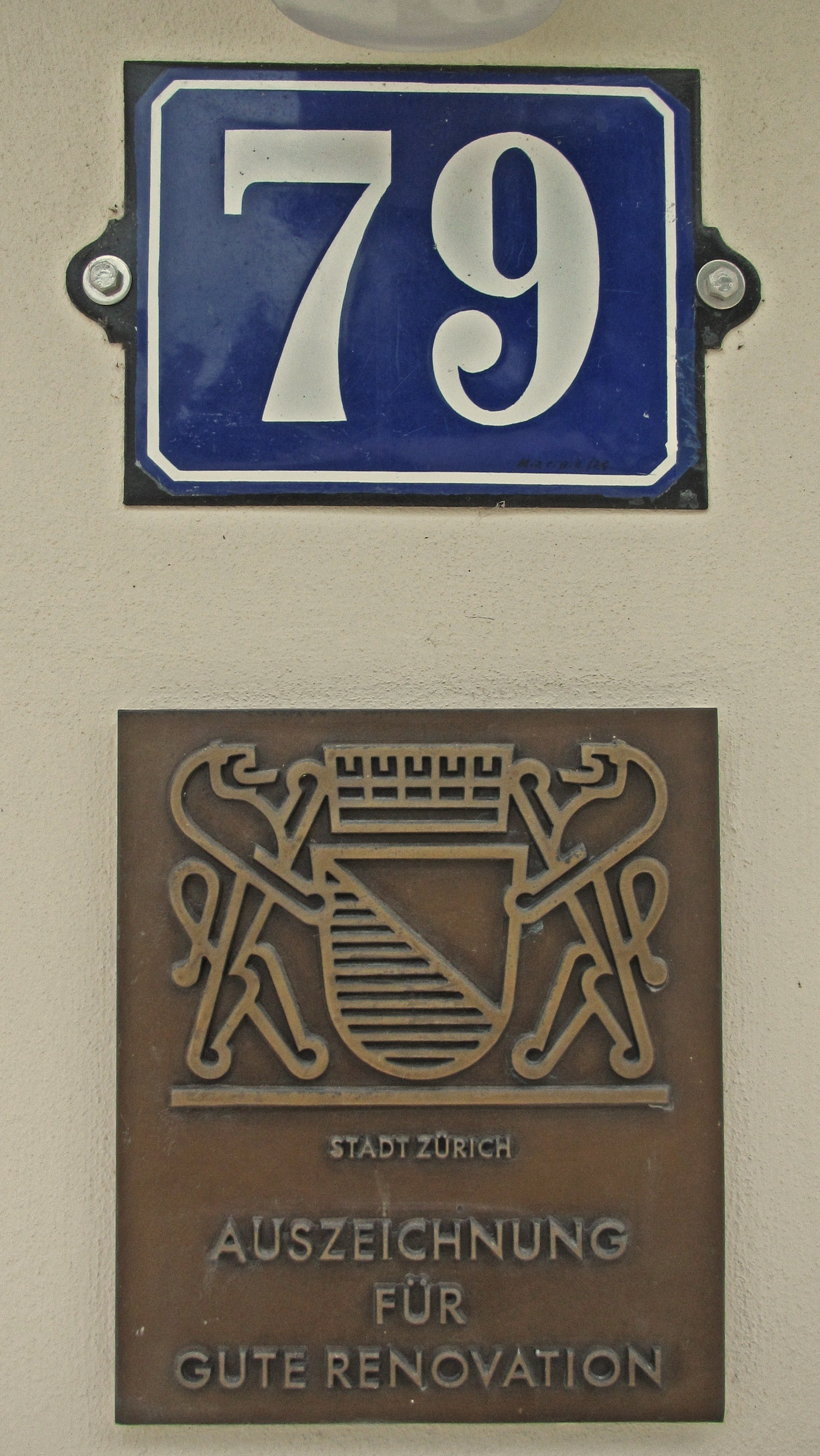
Wollishofen Neubühl-3

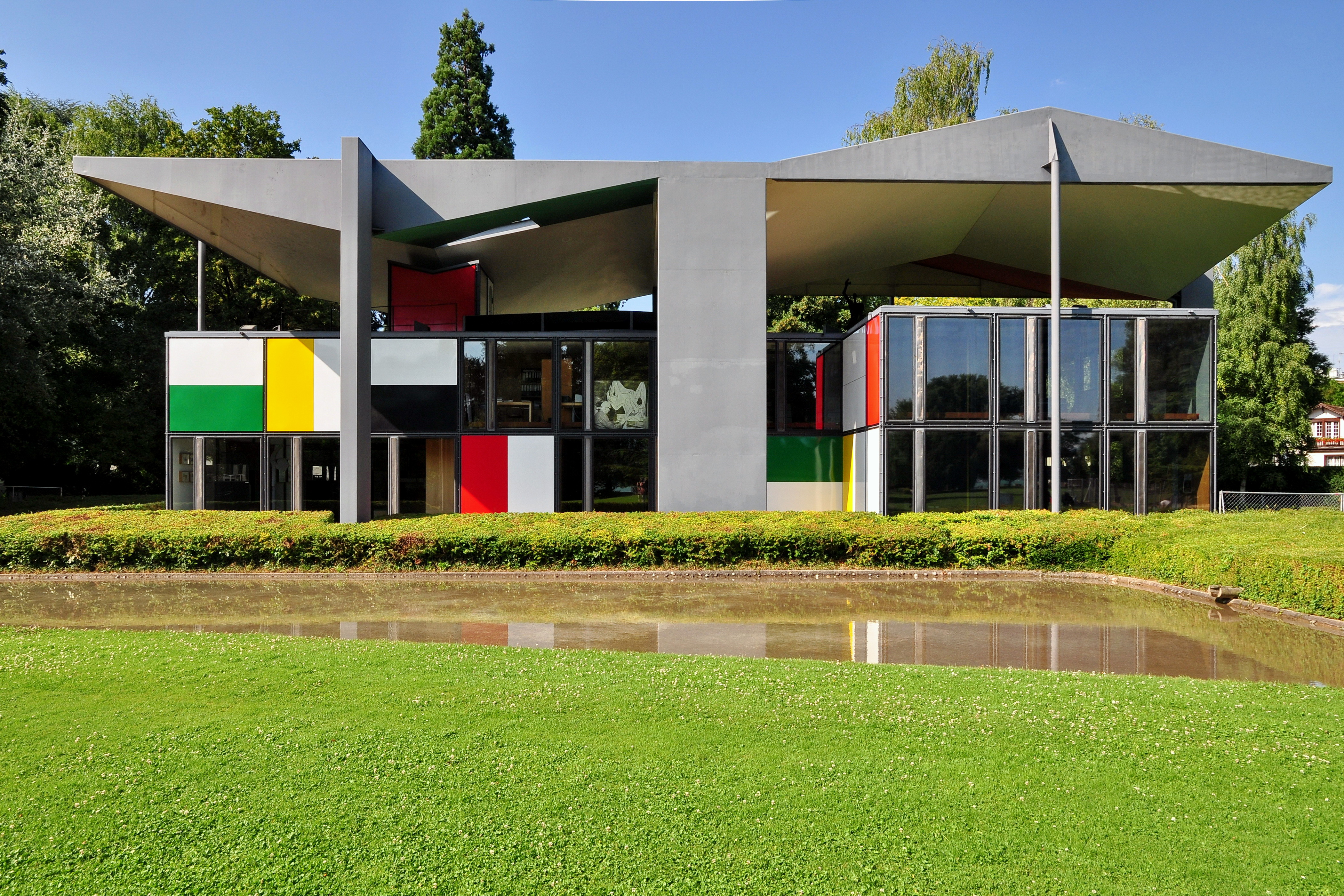
Zürich - Seefeld - Corbusier - Heidi Weber Museum

Nach dem Studium arbeitete Rüegg als Architekt in Zürich, Paris und Boston. Gemeinsam mit Bruno Pfister und Hans Ulrich Marbach gewann Rüegg unter den 165 eingereichten Projekten 1971 den Städtebauwettbewerb für die Stadt Karlsruhe.
Für die Gesamterneuerung entschlüsselte Rüegg die Werkbundsiedlung Neubühl in Zürich Wollishofen (1930–1932), eine Ikone der Schweizer Moderne, in ihrer materiellen Dimension. Zusammen mit seinem Büropartner von Arcoop, Ueli Marbach, orientierte er sich bei der Gesamterneuerung der Siedlung (1983–1985) am real vorgefundenen Objekt, das es als materielles Zeugnis seiner Entstehungszeit zu bewahren galt.
2012 renovierte die Architektengemeinschaft Arthur Rüegg und Silvio Schmed das evangelische Kirchenzentrum Zürich Altstetten, das vom Architekten Werner Max Moser zwischen 1936 und 1942 erbaut worden war und dessen Hauptwerk darstellt. Aus diesem Grund war es der Architektengemeinschaft ein Anliegen, Eingriffe mit grösstmöglicher Rücksicht auf die Bausubstanz und auf die Interieurs durchzuführen. Nötig waren Eingriffe aufgrund nötiger Umnutzung, zusätzlichen Raumbedarfs und verschiedener bautechnischer Massnahmen (Feuerschutz, Barrierefreiheit, Klima- und Haustechnik, Serviceräume, Ausbau von Asbest). Selbst verlorene Beleuchtungskörper oder fehlende Türklinken wurden nach Originalen nachgeformt. Die Originalmöblierung ergänzten die Architekten mit zeitgenössischen Möbeln aus den dreissiger Jahren, etwa nach Entwürfen von Alvar Aalto, Hans Coray oder Werner Max Moser selber.

### Tätigkeit in Lehre, Forschung und Dokumentation

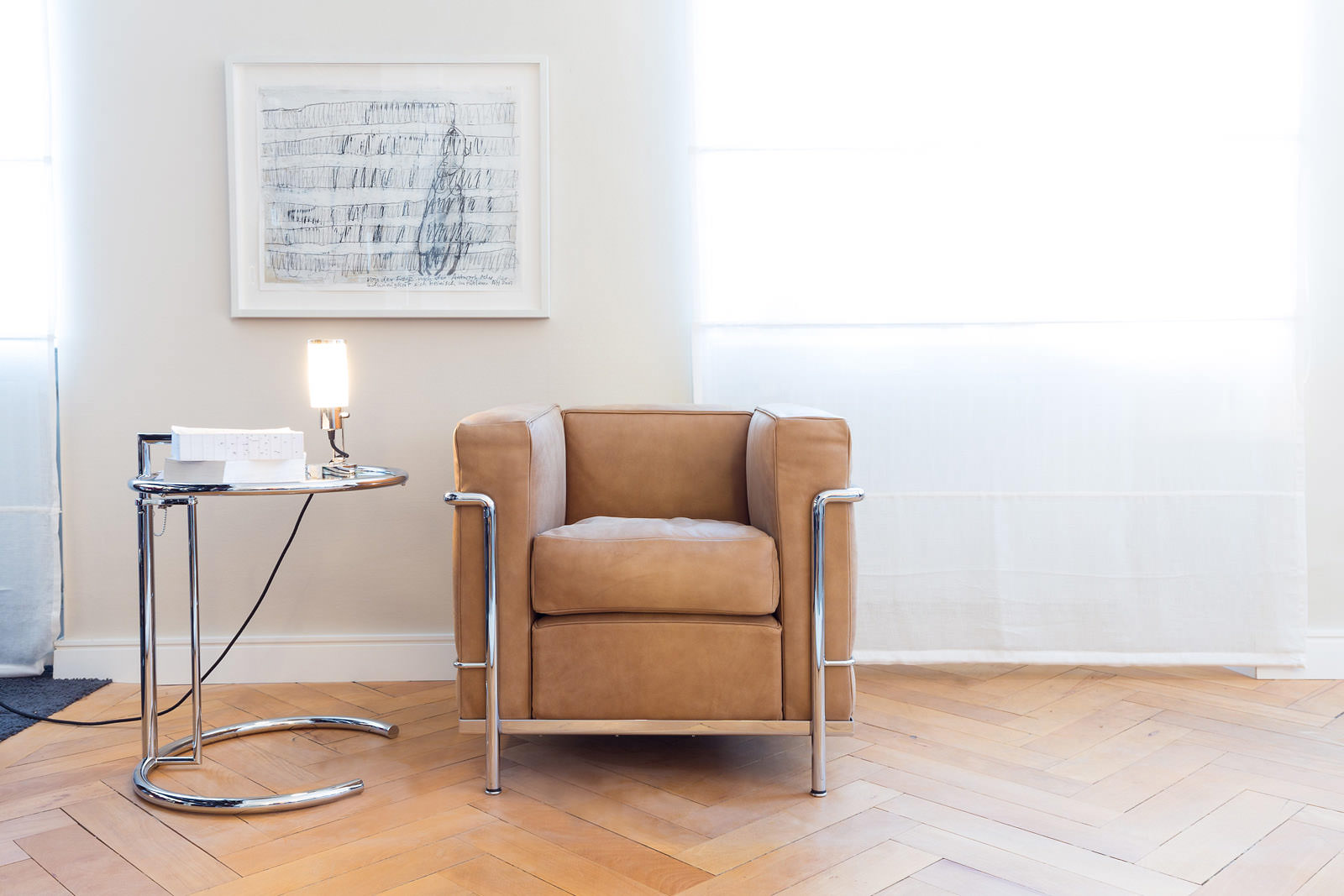
Fauteuil grand confort, SW LC4 Le Corbusier

Rüegg war während fünfeinhalb Jahren Assistent bei Dolf Schnebli. 1979 war er Visiting Professor an der Syracuse University in Syracuse New York und von 1984 bis 1988 Gastdozent an der Architekturabteilung der ETH Zürich. Anschliessend baute er bis 1991 einen Einführungskurs in das Entwerfen an der Abteilung für Bauingenieurwesen auf.
Ab August 1991 war Rüegg ordentlicher Professor für Architektur und Konstruktion an der ETH Zürich. Ende Juli 2007 erfolgte der Übertritt in den Ruhestand.
Rüegg analysierte und dokumentierte die Farbigkeit in Le Corbusiers Bauten, Möbeln und Interieurs. Ausserdem förderte Rüegg die von der offiziellen Kunstgeschichte oft übergangenen Leistungen von Charlotte Perriand, die sie während ihres Schaffens im Atelier Corbusier gestaltet hatte, und von Flora Steiger-Crawford zutage.
2007 kuratierte Rüegg gemeinsam mit Stanislaus von Moos und Mateo Kries die Ausstellung «Le Corbusier – The Art of Architecture» im Vitra Design Museum in Weil am Rhein.
2012 veröffentlichte Rüegg den über 400-seitigen Werkkatalog über Le Corbusier unter dem Titel «Le Corbusier – Möbel und Interieurs 1905–1965», erschienen in Paris auf Französisch bei der Fondation Le Corbusier und in Zürich bei Scheidegger & Spiess auf Deutsch. Darin zeichnet er im ersten Teil Le Corbusiers Weg nach. Das erste Kapitel widmet sich der Ausbildung des jungen Künstlers, dem Beginn seiner Sammelleidenschaft während seiner Wanderjahre nach München und den voyages utiles in die Dörfer des Balkans, wo er traditionelle Keramik sammelte, und seinen ersten Erfahrungen als Inneneinrichter und ersten Entwürfen für Möbel. Nach dem ersten in die Architektur integrierten Möbel in der Villa Fallet kam es zur Wende. Laut Rüegg habe Le Corbusier Möbel entworfen wie Architektur im Taschenformat. Die Möbel seien aufgebaut wie Gebäude, bestünden aus Räumen und zeigten eigentliche Fassaden. Im zweiten Essay zeichnet Rüegg unter dem Titel «Le Corbusier & Pierre Jeanneret: Lernen von den Objekten» nach, welche Parallelen Le Corbusier zwischen Objektgestaltung und Architektur bzw. zwischen Wandleuchten aus Stoff und Städtebau sah. Rüegg behandelt den Bruch, zu dem es 1924 kam, als Le Corbusier mit dem Casier standard sein erstes Typenmöbel entwarf. Im folgenden Kapitel schildert der Autor unter dem Titel «Le Corbusier, Pierre Jeanneret, Charlotte Perriand: Neue Möbel für eine neue Welt» die lange Geschichte der LC-Möbel, wie sie heute von Cassina weltweit verkauft werden. In dieser Darstellung geht es um die Ideologie des Neuen Bauens, um Tektonik, Farben, Materialien, die den Lifestyle der Moderne ausmachen. Auf dieser Grundlage entwickelte Le Corbusier eine Typisierung des Sitzens und ordnete jeder Sitzhaltung ein traditionelles Möbel zu. Anschliessend bestimmte er geeignete Standardmodelle und entwickelte sie mit neuen Materialien weiter. Der Bruch zwischen Charlotte Perriand und den beiden Cousins Pierre und Charles-Edouard Jeannerets (Le Corbusier) markieren den Beginn des folgenden Kapitels unter dem Titel «Le Corbusier: Monumentalität und Alltäglichkeit». Durch den Zweiten Weltkrieg wandelten sich die Gestaltungsaufgaben. Rüegg behandelt die Zusammenarbeit des Ateliers Le Corbusier etwa mit dem Industriedesigner Jean Prouvé; so kam es zur Fertigung demontabler Baracken und im Folgenden zu Aufträgen für grosse Wohnhäuser. 1947 bis 1952 entstand so die Unité d'habitation, eine riesige «Wohnmaschine», die zu neuen Fragestellungen in der Gestaltung führte. Um die grossen Flächen zu gliedern, bedient sich Le Corbusier eines ausgeklügelten Farbsystems. Rüegg beschliesst die Entwicklung der Einrichtungsgegenstände mit Exkursen zur Kirche Notre-Dame- du-Haut in Ronchamp, zum Kloster Sainte-Marie de la Tourette und zum Regierungsviertel in Chandigarh. Zum Schluss behandelt Rüegg die Einsiedelei in Roquebrune-Cap-Martin – einen Cabanon, den Le Corbusier wie das Innere eines Schiffs ausstattete. Im zweiten Teil der Monografie stellte Rüegg einen reich illustrierten, wissenschaftlich akribisch aufgearbeiteten Werkkatalog zusammen. Hier bindet Rüegg Le Corbusiers Gestaltungsprinzipien in eine komplexe Matrix aus Form, Material, Philosophie und Zeitgeschichte ein, in der sich das ganze Leben abspielt.
Mit seinen zahlreichen Buchpublikationen, darunter auch Standardwerken, und fast ebenso vielen Ausstellungen und Installationen zu Raum und Wohnkultur habe Rüegg neue Massstäbe in der Erforschung von Architektur und Design des 20. Jahrhunderts gesetzt. Einer der Eckpunkte seines Œuvre sei die Erforschung des Konzepts von «Wohnkultur», bilanziert Reto Gadola, Architekt und Denkmalpfleger.

## Eigene Publikationen (Auswahl)
- Friederike Mehlau-Wiebking, Arthur Rüegg, Ruggero Tropeano: Schweizer Typenmöbel 1925–1935. Sigfried Giedion und die Wohnbedarf AG. gta Verlag, Zürich 1989, ISBN 3-85676-029-6.
- Arthur Rüegg (Hrsg.): Polychromie archetecturale. Le Corbusiers Farbenklaviaturen von 1931 und 1959 / Le Corbusier’s Color Keyboards form 1931 and 1959 / Les claviers de couleurs de Le Corbusier de 1931 et 1959. Birkenhäuser, Basel, Boston, Berlin 1997, ISBN 978-3-0356-0661-4 (2. verbesserte Auflage 2006, ISBN 978-3-7643-7475-4).
- Arthur Rüegg (Hrsg.): Le Corbusier. Photographs by René Burri / Magnum. Moments in the Life of a Great Architect. Birkäuser, Basel, Boston, Berlin 1999.
- Arthur Rüegg (Hrsg.): Schweizer Möbel und Interieurs im 20. Jahrhundert. Birkhäuser, Basel 2002, ISBN 3-7643-6482-3.
- Arthur Rüegg: Autobiographische Interieurs. Die Wohnungen Le Corbusiers. In: Alexander von Vegesack, Stanislaus von Moos, Arthur Rüegg, Mateo Kries (Hrsg.): Le Corbusier. The Art of Architecture. Ausstellungskatalog, Weil am Rhein: Vitra Design Museum und Rotterdam: NAI und London: RIBA. Vitra Design Museum; The Netherland Architecture Institute (NAi); Royal Institute of British Architects (RIBA), Weil am Rhein, Rotterdam, London 2007.
- Arthur Rüegg: Charlotte Perriand. Livre de bord 1928–1933. Birkenhäuser, Basel, Boston, Berlin 2004, ISBN 3-7643-7037-8.
- Arthur Rüegg in Zusammenarbeit mit Klaus Spechtenhauser: Le Corbusier – Möbel und Interieurs 1905–1965. Scheidegger & Spiess, Zürich 2012, ISBN 978-3-85881-729-7 (erschienen auf Deutsch ISBN 978-3-85881-345-9 und französisch ISBN 978-3-85881-728-0).
- Arthur Rüegg: Interieurs und Möbel der Donationen Arthur Rüegg und Roggero Tropeano = Interiors and furnishings donated by Arthur Rüegg and Ruggero Tropeano. Museum für Gestaltung Zürich, Zürich 2015, ISBN 978-3-907265-05-5.

## Preise und Ehrungen
- Bruno Pfister, Hans Ulrich Marbach und Rüegg gewannen mit ihrem Beitrag 1971 den Städtebauwettbewerb für die Stadt Karlsruhe.
- Für seine Monografie «Le Corbusier – Möbel und Interieurs 1905–1965» zeichnete ihn die Frankfurter Buchmesse und das Deutsche Architekturmuseum 2012 mit dem DAM Architectural Book Award aus.[8]

## Ehemalige Mitarbeiter
- 1984–1985: Annette Gigon
- 1985–1986: Andreas Fuhrimann
- 1986–1991: Bruno Krucker
- 1988–1994: Thomas von Ballmoos

## Fussnoten
1. ↑  Neu an der ETH. Arthur Rüegg. Ordentlicher Professor für Architektur und Konstruktion. In: ETH Zürich. Nr. 239, 1992, S. 30.
2. ↑  Städtebaulicher Wettbewerb Karlsruhe. In: Das Werk: Architektur und Kunst. Band 58, Nr. 5, 1971, S. 290–293.
3. 1 2 3  Reto Gadola: Verdienter Förderer moderner Wohnkultur: Für Arthur Rüegg liegt die Magie der Architektur unter der Oberfläche verborgen. In: Neue Zürcher Zeitung. 18. März 2022, abgerufen am 19. Mai 2022.
4. ↑  Urs Steiner: Den Mief ausgetrieben. Die von der Architektengemeinschaft Silvio Schmed und Arthur Rüegg renovierte Kirche Zürich Altstetten wird dieses Wochenende eingeweiht. In: Neue Zürcher Zeitung. Nr. 195, 23. August 2012, S. 17.
5. ↑  Biographie. arthurruegg.ch, abgerufen am 16. Mai 2022.
6. ↑  Roger Anderegg (Text) und Zsigmond Toth (Fotos): «Ein Museum für mich ganz allein - das wirkt fast etwas asozial». In: Sonntagszeitung. 30. September 2007, S. 97.
7. ↑  Urs Steiner: «Monumentalität und Alltäglichkeit». In: Neue Zürcher Zeitung. 18. Dezember 2012, abgerufen am 19. Mai 2022.
8. ↑  Urs Steiner: Monumentalität und Alltäglichkeit. In: Neue Zürcher Zeitung. 18. Dezember 2012, abgerufen am 18. Mai 2022.

| Personendaten    | Personendaten                                                      |
| ---------------- | ------------------------------------------------------------------ |
| NAME             | Rüegg, Arthur                                                      |
| KURZBESCHREIBUNG | Schweizer Architekt und Professor für Architektur und Konstruktion |
| GEBURTSDATUM     | 18. März 1942                                                      |
| GEBURTSORT       | Bülach                                                             |